# AACTA International Awards 2017
Die 6. Verleihung der australischen AACTA International Awards (englisch 6th AACTA International Awards), die jährlich von der Australian Academy of Cinema and Television Arts (AACTA) vergeben werden, fand am 6. Januar 2017 im Avalon Hollywood in Los Angeles statt. Sie ehrten die besten internationalen Filme des Jahres 2016 und sind so das Gegenstück zu den im Dezember 2016 stattgefundenen sechsten AACTA Awards für australische Filme. Die Verleihung wurde von Daniel MacPherson moderiert und am 8. Januar 2017 auf dem australischen Kabelsender Arena gezeigt.

## Übersicht
Die Nominierungen wurden am 14. Dezember 2016 bekanntgegeben. Gegenüber der Verleihung aus dem Vorjahr gibt es keine Neuerungen. Mit sechs Nominierungen erhielt das Filmdrama Manchester by the Sea die meisten Nennungen, gefolgt von Hacksaw Ridge – Die Entscheidung, La La Land und Lion – Der lange Weg nach Hause mit jeweils fünf. Ebenfalls mehrere Nominierungen erhielten Arrival (3), Fences, Hell or High Water, Loving und Moonlight (jeweils 2).
La La Land, Lion und Manchester by the Sea gewannen jeweils zwei Auszeichnungen. Das Filmmusical war als bester Film und für die beste Hauptdarstellerin (Emma Stone) erfolgreich. Garth Davis’ Filmdrama wurde mit Dev Patel und Nicole Kidman jeweils für die besten Nebendarsteller gewürdigt. Kenneth Lonergans Filmdrama setzte sich beim besten Hauptdarsteller (Casey Affleck) und für das beste Drehbuch (Lonergan) durch. Die beste Regie ging an Mel Gibson für den Kriegsfilm Hacksaw Ridge.

## Gewinner und Nominierte
| Film                             | N | A |
| -------------------------------- | - | - |
| Manchester by the Sea            | 6 | 2 |
| La La Land                       | 5 | 2 |
| Lion – Der lange Weg nach Hause  | 5 | 2 |
| Hacksaw Ridge – Die Entscheidung | 5 | 1 |
| Arrival                          | 3 | 0 |
| Fences                           | 2 | 0 |
| Hell or High Water               | 2 | 0 |
| Loving                           | 2 | 0 |
| Moonlight                        | 2 | 0 |

### Bester Film
La La Land – Produktion: Fred Berger, Jordan Horowitz und Marc Platt
Arrival – Produktion: Dan Levine, Shawn Levy, David Linde und Aaron Ryder
Hacksaw Ridge – Die Entscheidung (Hacksaw Ridge) – Produktion: William M. Mechanic und David Permut
Lion – Der lange Weg nach Hause (Lion) – Produktion: Iain Canning, Angie Fielder und Emile Sherman
Manchester by the Sea – Produktion: Lauren Beck, Matt Damon, Chris Moore, Kimberly Steward und Kevin J. Walsh

### Beste Regie
Mel Gibson – Hacksaw Ridge – Die Entscheidung (Hacksaw Ridge)
Damien Chazelle – La La Land
Garth Davis – Lion – Der lange Weg nach Hause (Lion)
Kenneth Lonergan – Manchester by the Sea
Denis Villeneuve – Arrival

### Bestes Drehbuch
Kenneth Lonergan – Manchester by the Sea
Damien Chazelle – La La Land
Luke Davies – Lion – Der lange Weg nach Hause (Lion)
Andrew Knight und Robert Schenkkan – Hacksaw Ridge – Die Entscheidung (Hacksaw Ridge)
Taylor Sheridan – Hell or High Water

### Bester Hauptdarsteller
Casey Affleck – Manchester by the Sea
Joel Edgerton – Loving
Andrew Garfield – Hacksaw Ridge – Die Entscheidung (Hacksaw Ridge)
Ryan Gosling – La La Land
Denzel Washington – Fences

### Beste Hauptdarstellerin
Emma Stone – La La Land
Amy Adams – Arrival
Isabelle Huppert – Elle
Ruth Negga – Loving
Natalie Portman – Jackie: Die First Lady (Jackie)

### Bester Nebendarsteller
Dev Patel – Lion – Der lange Weg nach Hause (Lion)
Mahershala Ali – Moonlight
Jeff Bridges – Hell or High Water
Lucas Hedges – Manchester by the Sea
Michael Shannon – Nocturnal Animals

### Beste Nebendarstellerin
Nicole Kidman – Lion – Der lange Weg nach Hause (Lion)
Viola Davis – Fences
Naomie Harris – Moonlight
Teresa Palmer – Hacksaw Ridge – Die Entscheidung (Hacksaw Ridge)
Michelle Williams – Manchester by the Sea